# ベルクラシック

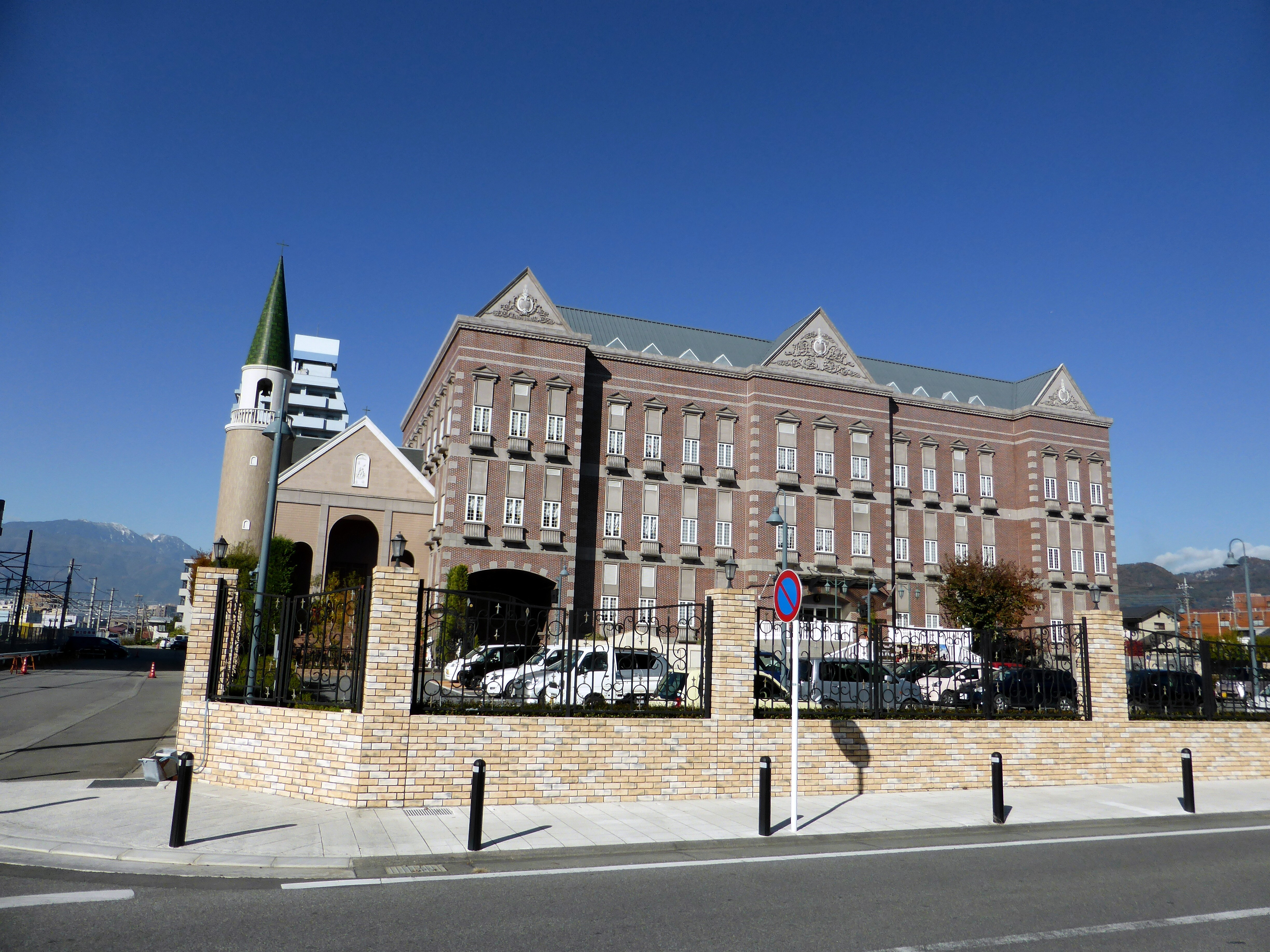
ベルクラシック甲府（2013年11月）

ベルクラシックグループ(THE BELLCLASSIC GROUP)は、株式会社ベルコが運営する結婚式場である。
特に関西地区や北海道地区など全国に展開している。
1996年に「ホテルベルクラシック北見」がオープン、さらに1997年には「ザ・ベルクラシックグループ」
が発足し、全国にある式場名を「玉姫殿」から「ベルクラシック」に改称した。
2004年にメインバンケットやガーデニングを中心とした「アール・ベル・アンジェ」(仙台)をオープンした。

## 国内にある式場一覧

### 一般式場

#### ベルクラシック
英記は「THE BELLCLASSIC ○○○○」、「ベルクラシック○○」で称する。マークは「C」を米粒のような形で輪郭とし、中央に「B」が入る。
- 大阪府
  - ベルクラシック空港(本店所在地、旧名称 マリエ・ド・クール空港、クイーンピア大阪空港玉姫殿)
  - ベルクラシック大阪(東大阪、2001年オープン)
- 兵庫県
  - ベルクラシック神戸(旧名称 クイーンピア神戸玉姫殿)
  - ベルクラシック姫路(旧名称 クイーンピア姫路玉姫殿)
- 北海道
  - ベルクラシック旭川(旧名称 ロイヤルマリエ・ベルフォーレ、ウエディングスクエア旭川玉姫殿)
  - ベルクラシック帯広(旧名称 クイーンピア帯広玉姫殿)
  - ベルクラシック函館(旧名称 函館玉姫殿)
  - ベルクラシック根室
  - ベルクラシックリアン平安閣(旧名称 千歳平安閣→Lien〜絆〜Heiankaku)
- 山梨県
  - ベルクラシック甲府(旧名称 甲府玉姫殿)
- 富山県
  - ベルクラシック富山迎賓館(旧名称 インペリアルウィング富山迎賓館)
- 兵庫県
  - ベルクラシック姫路
- 山口県
  - ベルクラシック防府(2013年秋オープン)
- 福岡県
  - ベルクラシック小倉(旧名称 ベラムール小倉玉姫殿)
  - ベルクラシック福岡大濠(旧名称 大濠ウエディングホール、福岡玉姫殿)

#### ザ・ロイヤルクラシック
- 兵庫県
  - ザ・ロイヤルクラシック姫路(2001年オープン)
- 福岡県
  - ザ・ロイヤルクラシック福岡(2014年オープン)

#### 名称変更していない式場
- 北海道
  - マリアージュインベルコ（滝川市）
- 愛知県
  - ガーデンテラス東山(2013年オープン)
- 大阪府
  - 岸和田グランドホール(旧名称 グランドホール岸和田玉姫殿)
- 山口県
  - マリアージュ下関(旧名称 下関玉姫殿)

### ホテル・式場
- 北海道
  - ホテルベルクラシック北見
- 東京都
  - ホテルベルクラシック東京
- 大阪府
  - ホテルロイヤルクラシック大阪（2019年12月1日開業）
- 和歌山県
  - ホテルハーベストクイーンピア（田辺市）

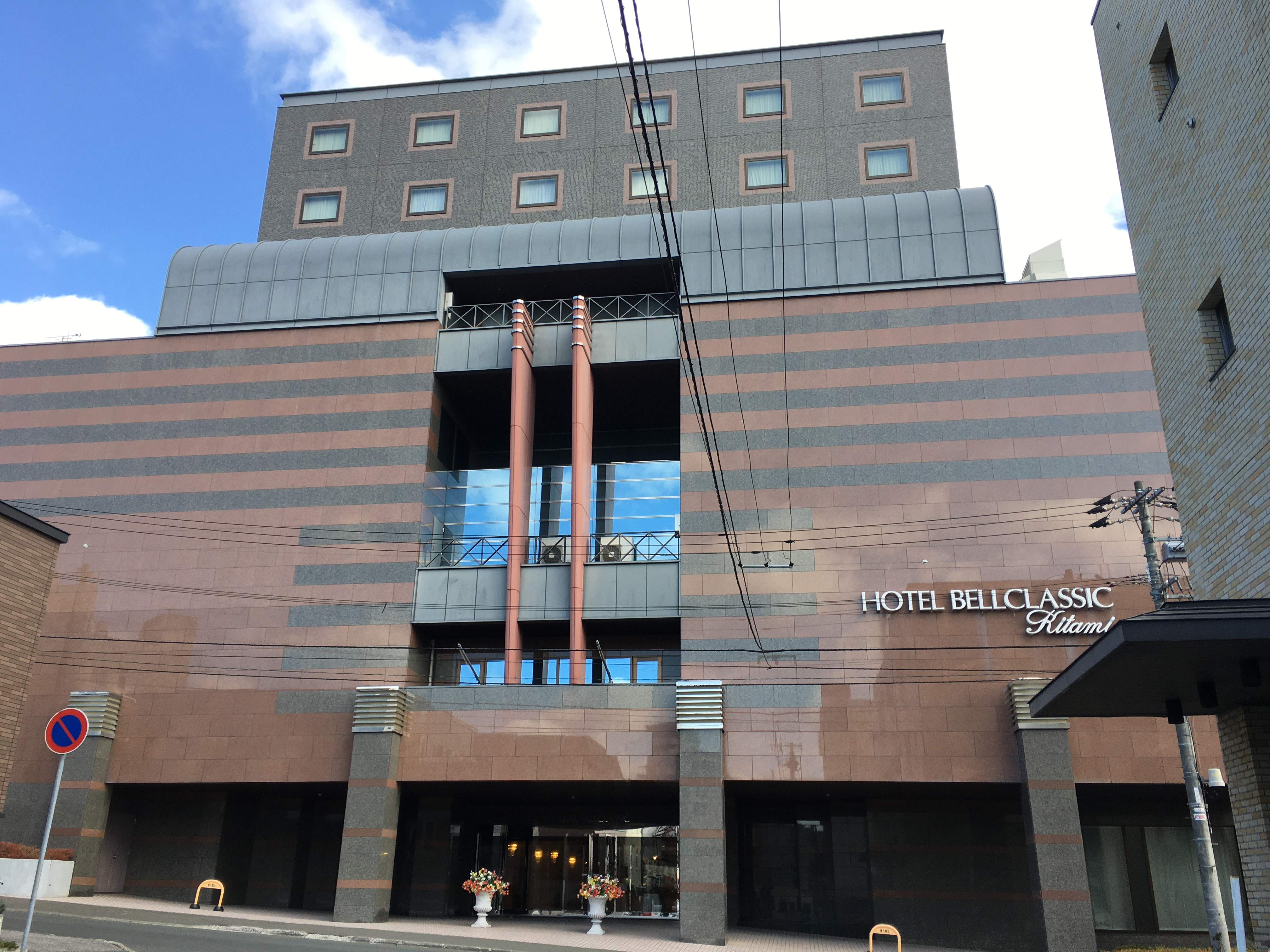
ホテルベルクラシック北見
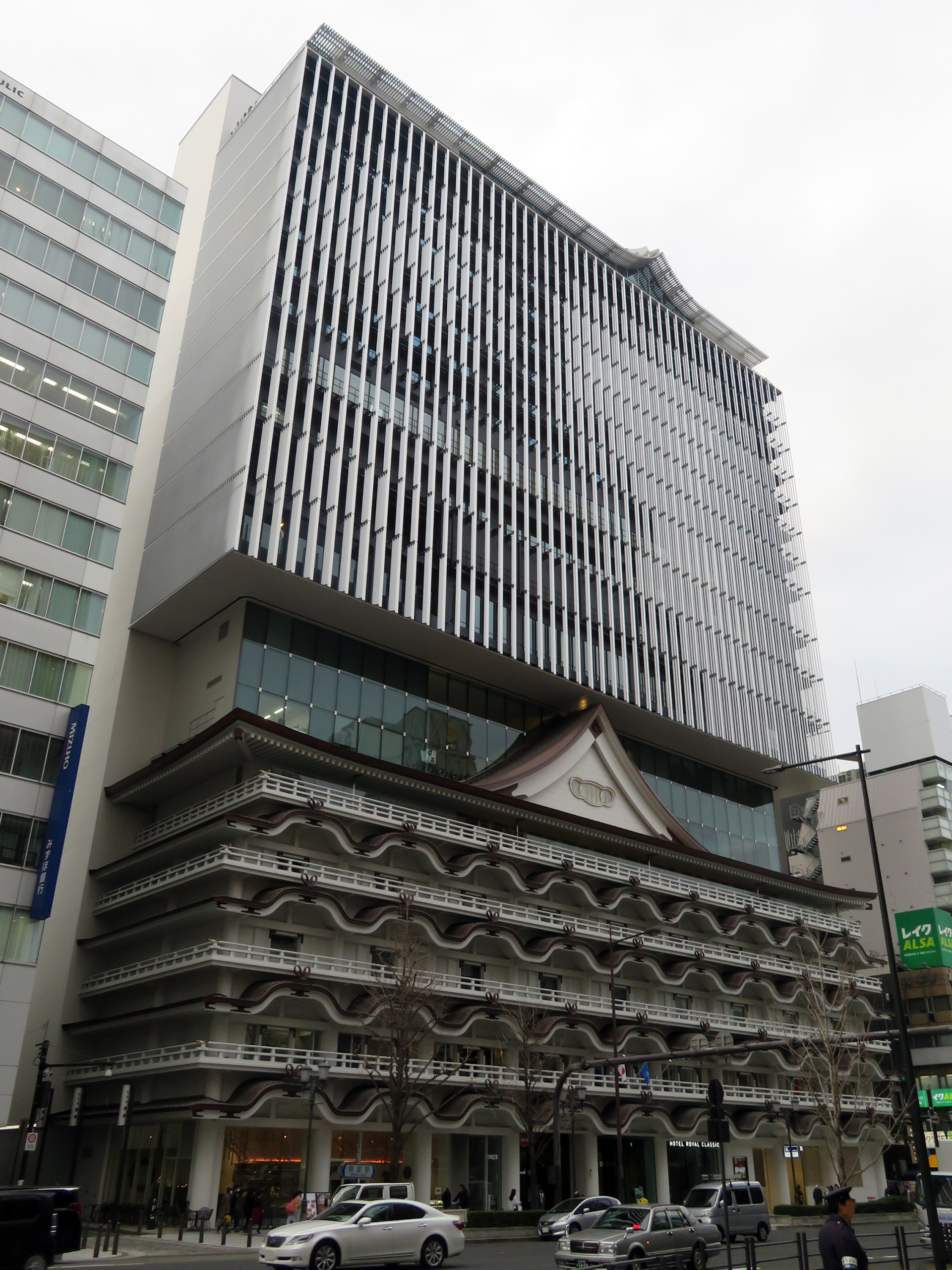
ホテルロイヤルクラシック大阪

### バンケット＆ガーデン

#### アールベルアンジェ
英記は「Art Bell Ange」、「アールベルアンジェ○○」で称する。マークは羽根とリボンを形したもので、上に「A」が入る。
- 北海道
  - アールベルアンジェ釧路貴賓館
  - アールベルアンジェ室蘭(2009年6月オープン)
  - アールベルアンジェ札幌(2009年8月オープン)
  - アールベルアンジェ苫小牧(旧名称 ホワイトパークサンシャイン、2020年6月オープン)
- 秋田県
  - アールベルアンジェ秋田(2010年9月オープン)
- 宮城県
  - アールベルアンジェ仙台（第1号店）
- 愛知県
  - アールベルアンジェ名古屋
- 富山県
  - アールベルアンジェ富山(2012年9月オープン)
- 三重県
  - アールベルアンジェ四日市(2010年9月、アールベルアンジェMieとしてオープン)
- 京都府
  - アールベルアンジェ チャペル嵯峨野
- 奈良県
  - アールベルアンジェ奈良(2016年オープン)
- 大阪府
  - アールベルアンジェ堺
- 兵庫県
  - アールベルアンジェ豊岡(2014年オープン)
- 山口県
  - アールベルアンジェ山口(2009年5月オープン)
- 香川県
  - アールベルアンジェ高松

#### 名称変更していない式場
- 兵庫県
  - 迎賓館 セリーズ(ザ・ロイヤルクラシック姫路)

### チャペル(レストラン)
- 大阪府
  - チャペル ルミエブラン(ベルクラシック空港)
  - 聖 アルシャンジェ教会(ベルクラシック大阪)
- 兵庫県
  - ル・シェール教会／オンディーヌ教会／レストラン ル・ジャルダン(ザ･ロイヤルクラシック姫路)
- 北海道
  - チャペル･エニファー(北見)
  - ノーザン オーセンティック チャーチ(ベルクラシック旭川)
  - セイント ニコラス教会(アールベルアンジェ室蘭)
  - ミヤ･エルピス教会(マリアージュインベルコ)
  - 釧路 グレース教会
- 秋田県
  - 秋田 セント･ポール教会/レストランフォンテーヌ
- 宮城県
  - 仙台ラ・ベール教会
- 山口県
  - 聖 マリエ･ド･クール教会(マリアージュ下関)
- 福岡県
  - サン・ミッシェル教会/レストラン アルページュ(ベルクラシック八幡)

### ブライダルサロン
- 北海道
  - 札幌DUO
  - アール･ベル･アンジェ アネックス（釧路市）

## 閉館された式場
- ベルクラシック東大阪(旧名称 クイーンピア東大阪玉姫殿)

2000年ごろに解体され（チャペルは残す）、2001年には現在の「ベルクラシック大阪」としてオープンされた。
- ベルクラシック淡路島(旧名称 クイーンピア淡路島玉姫殿)

現在は平地となっている。
- クイーンピアSAKAI(旧名称 クイーンピア堺玉姫殿)

2006年ごろに閉館。解体され平地となり、2007年11月17日には「アールベルアンジェSAKAI」がオープンされた。
- ベルクラシック明石(旧名称 クイーンピア明石玉姫殿)

2014年ごろに閉館。
- ベルクラシック奈良(旧名称 クイーンピア奈良玉姫殿)、聖ブラン・クローシェ教会

2014年ごろに閉館。2016年春に「アールベルアンジェ奈良」としてオープン。
- ベルクラシック三重(旧名称 クイーンピア三重玉姫殿)

「アールベルアンジェMie」（現：アールベルアンジェ四日市）がオープンしたのを機に2010年10月31日に閉館された。解体され平地になっている。
- ウェディングホール サンピア(旧名称 釧路玉姫殿‽、ウエディングプラザ釧路平安閣)

「アールベルアンジェ釧路貴賓館」がオープンしたのを機に閉館。
現在はブライダルサロンとして「アールベルアンジェアネックス」をオープンされた。
- ベルクラシック仙台(旧名称 クイーンピア仙台玉姫殿)

2003年ごろに解体され（チャペルや神殿は残す）、現在の「アール・ベル・アンジェ」としてオープン。
- ブライダルホール パーク愛(現 富山儀式館)
- ベルクラシックむろらん(旧名称 むろらんウィング)

2008年11月ごろに閉館・解体され、2009年6月に「アール・ベル・アンジェ室蘭」としてグランドオープン。
- 聖 ソフィア チャーチ（香川県高松市）

2015年頃に解体。跡地には同じベルコの葬祭場「シティホール藤塚」が2016年3月にオープン。
- ベルクラシック八幡(旧名称 ベラムール八幡玉姫殿)
- ベルクラシック札幌フローラ(旧名称 ジョイベルホール泰安殿)

2019年9月30日閉館、2020年12月解体開始。2021年4月頃更地となり、2022年8月頃、跡地に「札幌市民直葬センター」が開業。FLORE像はそのまま残されている。

## CMについて
兵庫県を放送区域とするサンテレビでは、お昼前後に放送する『お天気のお知らせ』にて1980年代から『ベルクラシックグループ』が番組提供を続けており、本編終了後に下記のCMキャラクター出演のCMを放送している。
CMキャラクター
- 1997~ 村田和美
- 安達祐実
- ユースケ・サンタマリア
- 2005~ 樋場早紀（「Bisc」モデルとして）
- 2006~ 酒井彩名（ウェディングドレス「Aya na ture」をプロデュース）
- 2009~ 藤井リナ（ウェディングドレス「L et Lena」をプロデュース）
- 2010~ BENI（ウェディングドレス「Rouge de BENI」をプロデュース）
- 2013~ 舟山久美子
- 2014~ 小島瑠璃子（「Aya na ture」モデルとして。酒井の事務所の後輩）
- 2016~ 板野友美（ウェディングドレス「Petit Tomo」をプロデュース）
- 2018~ 藤田ニコル（ウェディングドレス「b.b.duo」をプロデュース）
- 2022~ 鈴木ゆうか

CMソング
- 1997~ JJ Holland 「Sings」
- 1998~ 日浦孝則　「My Dear One」
- Le Couple　「一日の終わりに」
- 2002~ 松本英子　「realize」
- 石嶺聡子　「羽根」、「おくりもの」
  - CMにも登場していた。
  - 「アール・ベル・アンジェ」(仙台)オープンCMとして曲が使われていた。
- 2010~ BENI　「Heaven's Door」
- 2013~ 南波志帆　「MUSIC」
- 2014~ Yun*chi　「Perfectdays*」

地域限定（オープン時）
- 2004~ 「アールベルアンジェ仙台」
- 2006~ 「アールベルアンジェ名古屋」
- 2007~ 「アールベルアンジェ堺」